# XcamP
XcamP je mládežnické setkání evangelíků, pořádané sdružením Křesťanské společenství, z. s., jehož se účastní několik stovek lidí. 
Týdenní Letní setkání dorostu a mládeže ve Smilovicích v okrese Frýdek-Místek. XcamP je místem setkání mnoha mladých křesťanů zejména z České republiky, Polska a Slovenska.

## Historie tábora
Evangelizační tábory pro křesťanskou mládež navazují na dlouholetou tradici mládežnických pobytů v přírodě, spojených se studiem Božího Slova.

### 1969
První stanové setkání pro větší počet účastníků se konalo již v roce 1969 v Oldřichovicích na úpatí Beskydské hory Javorový. Mimořádná účast byla umožněna uvolněním poměrů po Pražském jaru.

### 1989
V tomto roce (ještě v době totalitního režimu) vznikl záměr uskutečnit setkání křesťanské mládeže. Aby nebyly činěny ze strany státních orgánů překážky, byl zvolen pro toto setkání název „Mírový seminář evangelické mládeže“. Uskutečnil se v srpnu v prostorách osvětové besedy („hájenky“) v Tošanovicích.  Po listopadových událostech se díky nadšení několika desítek mladých lidí začal konat každoročně v červenci stanový tábor v Tošanovicích (okres Frýdek-Místek).

### 1990 - 2000
Pro velký zájem byla pořízena montovaná plachtová hala, v níž se mohlo účastnit programu na 650 lidí.

### 2001
Na bázi mezinárodní spolupráce v rámci euroregionu Těšínské Slezsko proběhlo začlenění do projektu Dzięgielów-Smilovice a přesídlení tábora do vybudovaného zázemí v obci Smilovice (okres Frýdek‑Místek).

### 2007
Evangelizační tábor přijal nový název XcamP.

### 2011
Spuštěny on-line přenosy vybraných částí programu.

## Co znamená název XcamP?
Název XcamP má více významů:
Mezi hlavní patří zvýrazněná písmena XP. Písmena X a P v názvu jsou totožná s řeckými písmeny chí a ró, která jsou prvními písmeny jména Kristus (řec. Christos) a dohromady tvoří starokřesťanský monogram jména Pána Ježíše Krista.
Písmeno X může také odkazovat jak ke kříži, tak (zejména v angličtině) ke Kristu. Písmeno X bývá v angličtině často používáno pro vyjádření něčeho extra, něčeho zvláštního či něčeho tajemného.
Camp – v angličtině (a už snad i v češtině) znamená tábor.

## Hosté na XcamPu

### Řečníci
K řečníkům, kteří na XcamPu vystupovali, patří biskup Peter Urie, evangelista Ulrich Parzany, přírodovědec Werner Gitt, teolog Tomáš Novotný, Czesław Bassara či kazatelé Daniel Fajfr, Michal Klus, Stanislav Kaczmarczyk a Jiří Chodura.

### Kapely
Polský hudebník Mate.O navštívil XcamP v roce 2002 a 2006. Roku 2006 vystoupil na XcamPu Ron Kenoly. V letech 2010a 2016 na XcamPu koncertovala polská worship kapela Trzecia Godzina Dnia

## Směřování XcamPu
V létě roku 2019 vydala SCEAV prohlášení, v němž se pozastavila nad teologickým směřováním XcamPu, zvláště nad indoktrinací neokalvinistickou teologií a vnášením neluterských prvků učení mezi členy SCEAV. Výbor Křesťanského společenství, z. s., zaštiťující XcamP vyjádřil v reakci politování nad prohlášením Církevní rady SCEAV a objasnil některé události proběhlé na XcamPu 2019. Obě strany sváru, Výbor KS, z. s. a Církevní rada SCEAV, se sešly ke společnému jednání v říjnu 2019, aby se zabývaly rozdílnými teologickými důrazy a vyjasnily si svá stanoviska. Na jednání deklarovaly ochotu usilovat o jednotu a snižování přetrvávajícího napětí mezi oběma stranami.

## Tábory 1989 - současnost
- XcamP 2025 - Téma: Identita
- XcamP 2024 - Téma: Pevný bod
- XcamP 2023 – Téma: From zero to hero[5]
- XcamP 2022 – Téma: Víc, než si zasloužíš
- XcamP 2021 – Téma: Život z víry / Život s viry
- XcamP 2020 – Téma: Rozhodující zápas (zkrácený ročník, formou přizpůsobený epidemii covidu-19[6])
- XcamP 2019 – Téma: Revoluční modlitba
- XcamP 2018 – Téma: Až tak radikálně?![7]
- XcamP 2017 – Téma: Buď – anebo
- XcamP 2016 – Téma: Nepotopitelní
- XcamP 2015 – Téma: Co je pravda?
- XcamP 2014 – Téma: Je tvůj bůh na dovolené?
- XcamP 2013 – Téma: V jámě lvové
- XcamP 2012 – Téma: Evoluce víry[8][9][10]
- XcamP 2011 – Téma: Na straně vítězů[11][12][13][14]
- XcamP 2010 – Téma: 30 stříbrných[15]
- XcamP 2009 – Téma: K neznámému Bohu (20. výročí konání tábora. Tábor nesl pojmenování XXcamP)
- XcamP 2008 – Téma: Exodus
- XcamP 2007 – Téma: Na ostří nože
- XcamP 2006 – Téma: Víc než nic
- XcamP 2005 – Téma: To nedáš…
- XcamP 2004 – Téma: V Jeho očích
- XcamP 2003 – Téma: Ochutnejte křesťanství
- XcamP 2002 – Téma: Útěk do svobody